# Dospinești (okręg Bacău)
Dospinești – wieś w Rumunii, w okręgu Bacău, w gminie Buhoci. W 2011 roku liczyła 184 mieszkańców.